# Sindrome compartimentale anteriore
Per  sindrome compartimentale anteriore in campo medico, si intende un insieme di manifestazioni dove vi è un'eccessiva tumefazione per quanto riguarda l'apparato compartimentale anteriore, questo a causa dell'aumentata pressione che danneggia le vene. Tale sindrome è riscontrata sovente in persone che praticano sport

## Sintomatologia
I sintomi e i segni clinici presentano dolore, parestesia e nei casi più gravi paralisi. Le manifestazioni necrotizzanti compaiono sia nei muscoli che nei nervi. 